# 滋賀県道34号多賀永源寺線
滋賀県道34号多賀永源寺線（しがけんどう34ごう たがえいげんじせん）は、滋賀県犬上郡多賀町から東近江市に至る県道（主要地方道）である。

## 概要
滋賀県犬上郡多賀町佐目を起点に東近江市政所（まんどころ）町に至る。
短い区間ながら、東近江市が委託して運行している路線バス（ちょこっとバス）が1日に数本走っている（国道421号からの分岐より、蛭谷・君ヶ畑方面）。
この路線には洗い越しがいくつか存在していたが、近年行われた改修工事により、最も水量の多い川のみ残された。この洗い越しは滋賀県道229号百済寺甲上岸本線との接続点より東へ500m程行った所にあるヘアピンカーブに存在する。

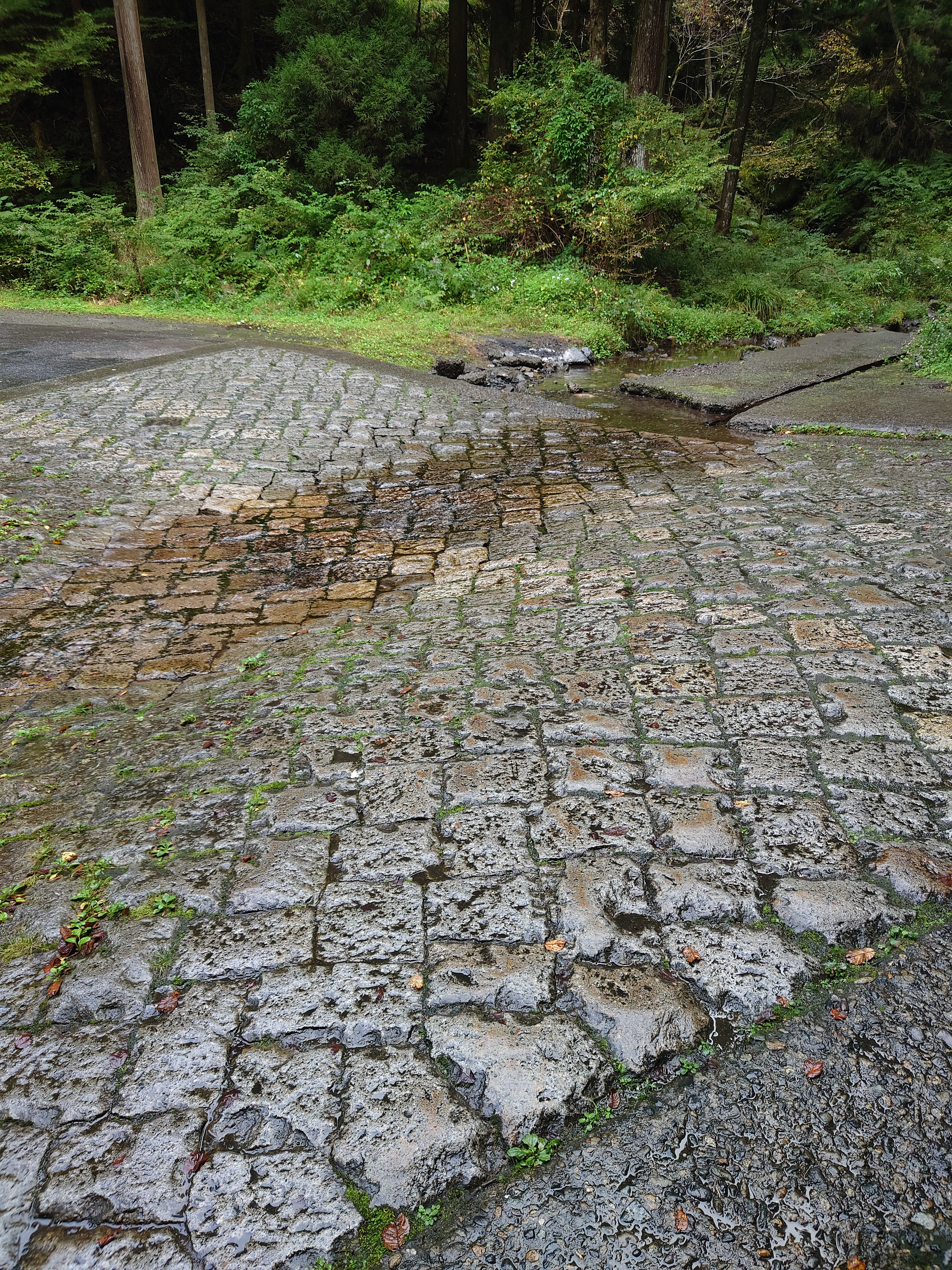
多賀永源寺線に残る洗い越し

### 路線データ
- 起点：犬上郡多賀町佐目（国道306号交点）
- 終点：東近江市政所町（国道421号交点）

## 歴史
- 1982年（昭和57年）4月1日 - 建設省（現・国土交通省）が主要地方道多賀永源寺線を指定。
- 1983年（昭和58年）3月4日 - 滋賀県が主要地方道361号多賀永源寺線を認定。一般県道川相永源寺線を廃止。
- 1993年（平成5年）5月11日 - 建設省から、主要県道多賀永源寺線が多賀永源寺線として主要地方道に再指定される[1]。

## バイパス
- 多賀町小原附近
- 東近江市蛭谷・箕川間
- ※なお、どちらのバイパスの旧道はすでに県道から降格している模様。

## 地理

### 通過する自治体
- 犬上郡多賀町
- 東近江市
- 犬上郡多賀町
- 東近江市

### 交差する道路
- 国道306号（犬上郡多賀町佐目、起点）
- 林道御池線

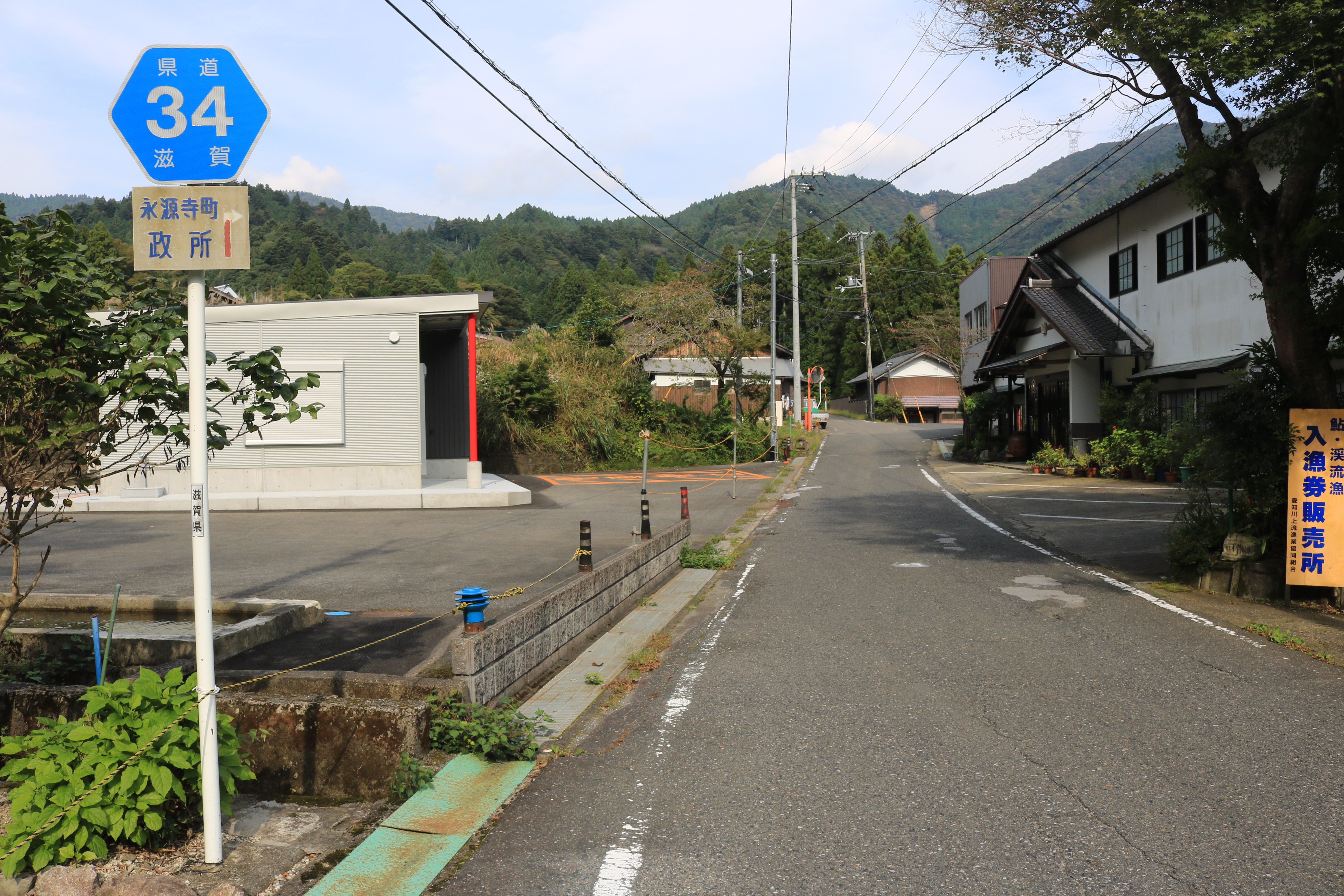
滋賀県道34号多賀永源寺線、東近江市政所町にて

- 滋賀県道226号佐目敏満寺線（犬上郡多賀町川相）
- 滋賀県道229号百済寺甲上岸本線（東近江市百済寺甲町）
- 国道421号 八風街道（東近江市政所町、終点）

### 沿線にある施設など
- 多賀町役場 川相支所
- 大瀧武道館
- 大瀧郵便局
- NTT西日本 滋賀支店大滝別館
- おしどり資料館
- 犬上ダム
- 惟喬親王御陵
- 東近江市立政所中学校
- 永源寺キャンプ場
- 政所郵便局
- 道の駅奥永源寺渓流の里